# Corpus Catholicorum
Corpus Catholicorum – nazwa katolickiej części Reichstagu w Rzeszy Niemieckiej.  Od zawarcia pokoju westfalskiego w 1648, wprowadzono zasadę, że gdy w sejmie dojdzie do debaty na tematy wyznaniowe, muszą być one omawiane na osobnym posiedzeniu przez dwa stałe zgromadzenia reprezentantów katolickich i protestanckich. Było to tzw. rozejście się Reichstagu na strony (itio in partes). Protestanci Rzeszy zgrupowani byli w tak zwanym Corpus Evangelicorum (formalnie utworzonym w 1653 roku). Podział Reichstagu na Corpus Catholicorum i Corpus Evangelicorum oznaczał, że nie obowiązywało głosowanie uchwał w sprawach religijnych w tradycyjnie istniejących kolegiach: elektorskim, książąt i miast. 
Corpus Catholicorum działał do rozwiązania Świętego Cesarstwa Rzymskiego w 1806 roku.